# Mixage audio
« Mixage » redirige ici. Pour les autres significations, voir Mixage (homonymie) et Mix.

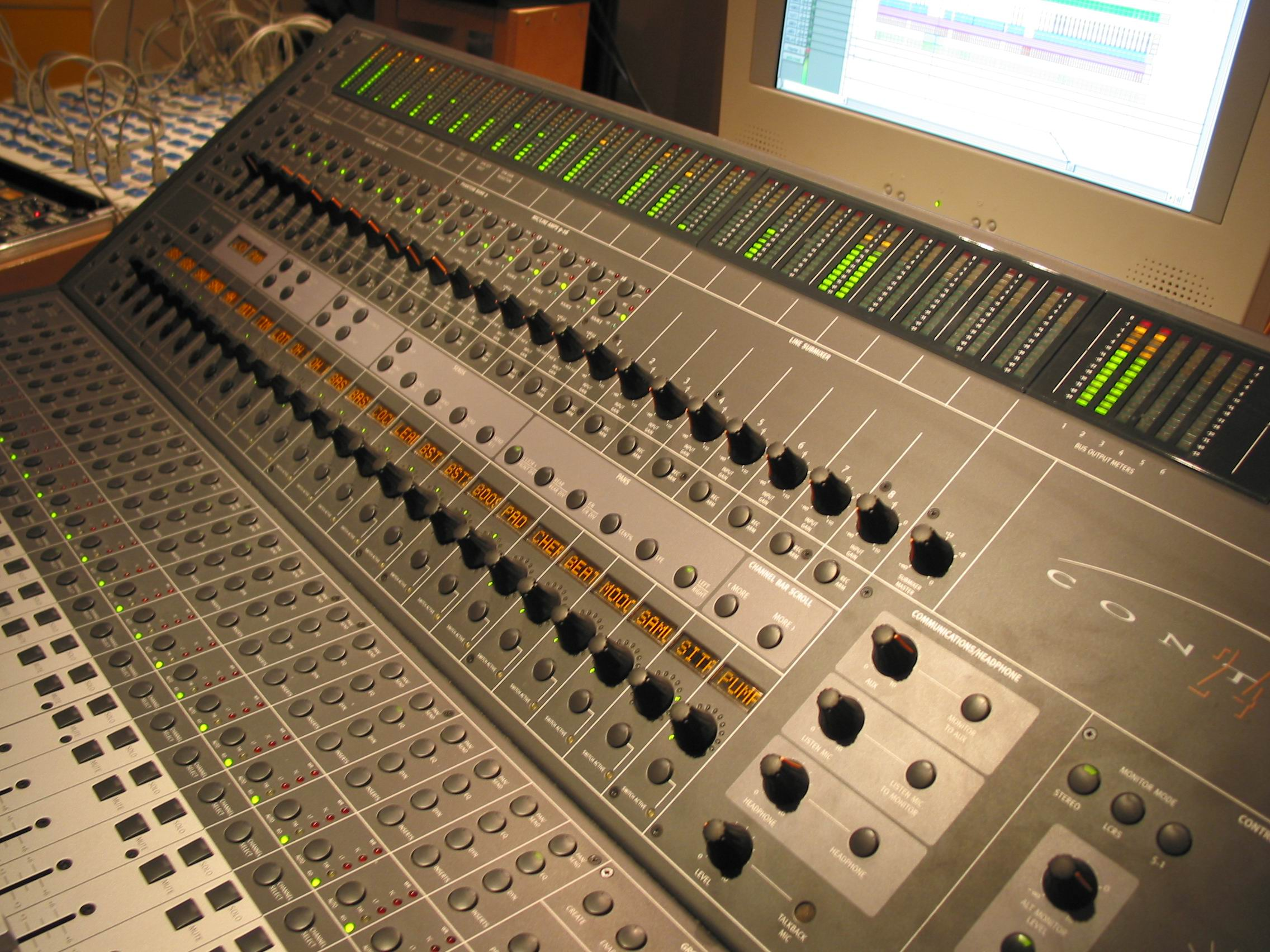
Console de mixage dans un studio d'enregistrement.

Le mixage audio est une opération technique et artistique par laquelle, dans les domaines de la musique, du cinéma, du jeu vidéo, de la télévision, des matchs de sports et de la radio, un certain nombre de sources audio sont mélangées afin de parvenir à un équilibre cohérent, en intervenant sur le niveau, l'égalisation, la dynamique et la spatialisation. Le mixage audio est réalisé en studio (ou home studio) pour les films et la musique enregistrée, et en régie pour les événements en direct comme les concerts.

## Description
Le mixage audio, couramment appelé « mix », consiste à mélanger un certain nombre de sources à l'aide d'une console de mixage. Cette étape peut intervenir en direct (lors d'un concert, d'une diffusion télévisuelle ou radiophonique), ou en différé une fois les différentes sources enregistrées (musique, postproduction de cinéma, reportage, etc.).
Les ordinateurs personnels (organisés en station audionumérique) sont devenus suffisamment puissants vers le milieu des années 2000 pour assurer l'équivalent du rôle d'une console de mixage traditionnelle. De plus en plus d'artistes indépendants utilisent leur ordinateur personnel pour l'enregistrement numérique, l'édition audio et le mixage. En fait, un ordinateur équipé d'une (ou plusieurs) carte son adéquate peut permettre de produire un résultat d'une qualité s'approchant grandement de celle que l'on obtiendrait en studio d'enregistrement professionnel. Cependant, ingénieur du son reste un métier complexe, et le matériel audio et informatique n'est pas la seule condition ni la garantie d'un bon enregistrement, d'un mixage satisfaisant ou d'un mastering. Ces home studios s'avèrent des solutions satisfaisantes pour des budgets raisonnables.

## Domaines d'application

### Musique
Avant l'introduction de l'enregistrement multipiste, tous les sons et effets devant faire partie d'un enregistrement étaient mélangés en une seule fois lors d'une performance en live. Si le mélange des sons n'était pas satisfaisant, ou si un musicien commettait une erreur, il fallait recommencer la sélection jusqu'à ce que l'on obtienne l'équilibre et la performance souhaités. Cependant, avec l'introduction de l'enregistrement multipiste, la phase de production d'un enregistrement moderne a radicalement changé et comprend généralement trois étapes : l'enregistrement, l'overdubbing et le mixage.
Dans la musique, le mixage audio peut s'exprimer dans les genres acoustique (musique classique), électroacoustique (musique contemporaine), électronique, et musiques du monde (musique d'origine ethnique). Le but du mixage audio est de permettre d'entendre et de comprendre tout ce qui se passe dans un enregistrement. Une méthode consiste à réduire les bandes spectrales de chaque instrument suivant leurs tessitures, à l'aide d'un égaliseur. Communément, en pop/rock, on sélectionne sévèrement les bandes de fréquences des instruments, et on y ajoute même des effets spécifiques. En jazz et en musique classique, on effectue de très légères corrections, privilégiant l'aspect « naturel » des instruments.
La dimension artistique concerne l'interprétation de l'œuvre telle que l'entendent ses auteurs, la spatialisation, la sélection des fréquences utilisées pour placer chaque instrument dans le spectre audio, les réverbérations utilisées, les délais, les compressions, et d'autres traitements plus sophistiqués.
Les auteurs à succès de rock 'n' roll Jerry Leiber et Mike Stoller ont ouvert de nouvelles voies dans la pratique du studio de la musique pop en s'impliquant comme jamais auparavant dans le processus d'enregistrement et en mettant en œuvre leurs propres compositions dans le travail de studio. En 1955, leurs possibilités techniques dans le studio d'enregistrement étaient encore assez modestes, puisqu'il n'était possible que d'assembler différentes prises et de créer des effets de réverbération. Leiber/Stoller sont les premiers, à partir de 1956, à intervenir massivement dans le processus d'enregistrement à des fins de création et à utiliser les techniques de mixage comme moyen de création acoustique.

### Live
- Sonorisation ou captation : mixage et diffusion simultanés
- Enregistrement en direct ou captation, enregistrement simultanés, éventuellement prémixage sur un multipiste (linéaire ou non linéaire), ré-enregistrement (éventuel) et mixage en studio.

### Autres
À la télévision, le mixage audio doit respecter des normes et recommandations des organismes concernés. Dans la publicité, le but principal de ce type de mixage est d'obtenir le meilleur rapport signal/niveau d'audition.